# Georges Danloy
Le baron Georges Danloy (Bruxelles, 9 février 1911 - Huy, 19 octobre 1999) est un général belge qui a participé à la Seconde Guerre mondiale. Avec le lieutenant-colonel Eddy Blondeel, il est le créateur des para-commandos belges.

## Biographie
Georges Danloy, né à Bruxelles le 9 février 1911, est le fils de Ferdinand Danloy, bijoutier.
Après avoir obtenu une licence en sciences économiques et financières à l'Université libre de Bruxelles (ULB), il effectue en 1932, son service militaire au 14e régiment d'artillerie. Il en devint officier de réserve en 1936. 
Il travaille comme banquier, mais en 1939, à la suite de la mobilisation générale, le lieutenant Danloy est rappelé au 26e régiment d'artillerie et prend part à la campagne des 18 jours. Lors de la capitulation, ne voulant pas être fait prisonnier des allemands, il fuit en bateau vers l'Angleterre avec 8 autres officiers le 28 mai. Il est envoyé peu après à Poitiers où le gouvernement en exil compte reconstituer une armée. À la suite de la capitulation de la France, il se débrouille pour retourner en Angleterre où il prend le commandement d'un peloton de fusiliers belges puis d'une compagnie. En 1942, il devint capitaine et prend le commandement de la 4e troupe du 10e commando interallié.
Après un dur entrainement commando réussi avec succès par la troupe belge, l'unité est engagée en Italie en 1943, puis en Yougoslavie, sur l'île de Walcheren et en Allemagne.
Après la guerre, le major Danloy décide de rester dans l'armée belge comme officier d'active. En 1946, il est promu lieutenant-colonel et fonde le centre d'entraînement commando à Marche-les-Dames. En 1951, il devient le premier commandant du  régiment para-commando nouvellement créé. En 1958, il intègre l'état-major de l'École d'infanterie d'Arlon en tant que commandant en second. En 1960, il devient le commandant de la 16e brigade d'infanterie belge en Allemagne. En 1962, il prend le commandement de l'École d'infanterie d'Arlon.
En juillet 1964, il est nommé aide de camp du roi Baudouin et le 26 décembre de la même année, il reçoit le grade de général-major. En 1969, il commande la 3e circonscription militaire (provinces de Liège, Namur et Luxembourg). 
Le 31 mars 1970, il quitte le service actif de l'armée. 

## Hommages
En 1966, il est fait citoyen d'honneur d'Arlon.
En 1983, le roi l'anoblit avec le titre de baron.

## Distinctions
- Commandeur de l'Ordre de Léopold avec palme ;
- Grand Officier de l'Ordre de la Couronne ;
- Commandeur de l'ordre de Léopold II avec palme ;
- Croix de guerre 1940-1945 belge avec 3 palmes ;
- Croix des évadés ;
- Médaille commémorative de la guerre 40-45 avec glaives croisés ;
- Croix Militaire de 1re classe ;
- Grand Officier de l'Ordre royal de Victoria de Grande-Bretagne ;
- Grand Officier de l'Ordre d'Adolphe de Nassau ;
- Grand Officier de l'Ordre du Mérite de Luxembourg ;
- Grand Officier de l'Ordre de Saint-Olav de Norvège ;
- Officier de l'Ordre national de la Légion d'honneur[Quand ?] ;
- Grand Officier de l'Ordre national du Mérite de Tunisie ;
- Croix de guerre française 1939-1945 avec palme ;
- Médaille de la France libérée ;
- Membre de l'Ordre de l'Empire britannique ;
- 1939-45 Star ;
- France and Germany Star ;
- Defence Medal ;
- War Medal 1939-1945 ;
- Italy Star

## Vie personnelle
Il épousa en 1936 Agnès Belva, dont il aura une fille et quatre garçons dont 2 seront également officiers de réserve para-commando.
Il repose, ainsi que son épouse, dans le petit cimetière de Neuville-sous-Huy.

## Varia
À l'occasion du 50e anniversaire des para-commandos en 2002, la 142e promotion des sciences sociales et militaires de l'école royale militaire reçoit son nom.

## Sources
- (nl) Cet article est partiellement ou en totalité issu de l’article de Wikipédia en néerlandais intitulé « Georges Danloy » (voir la liste des auteurs).
- Biographie du Général Danloy sur Ars Moriendi